# Classe Daring (cacciatorpediniere 1949)
La classe Daring è stata una classe di 11 cacciatorpediniere progettati per la Royal Navy e la Royal Australian Navy. Costruiti dopo la fine della seconda guerra mondiale, entrarono in servizio durante gli anni cinquanta, otto unità con la Royal Navy e tre con la Royal Australian Navy. Due delle unità britanniche vennero in seguito vendute alla Marina de Guerra del Perú. La costruzione di altre otto navi per la marina britannica e di un'ulteriore unità australiana venne cancellata.
Le unità classe Daring erano insieme le unità più grandi e potentemente armate in servizio nelle marine militari del Commonwealth ad essere classificate come cacciatorpediniere. Furono anche gli ultimi cacciatorpediniere delle due marine utilizzatrici ad avere come armamento principale artiglieria e non missili. Parteciparono al confronto tra Indonesia e Malesia e alla guerra del Vietnam.
Le unità della classe rimasero in servizio fino agli anni settanta. In seguito alla radiazione, le due unità vendute al Perù tornarono in servizio, rimanendo attive fino al 1993 e al 2007. Una unità della classe, la HMAS Vampire è attualmente conservata come nave museo presso l'Australian National Maritime Museum di Sydney.

## Progetto
Le unità classe Daring furono al tempo della costruzione i cacciatorpediniere più grandi mai costruiti per la Royal Navy. Lunghi 120 metri rispetto ai 116 dei Battle, superavano di circa 400 long ton il dislocamento dei loro predecessori.
Furono gli ultimi cacciatorpediniere convenzionali e non missilistici del Regno Unito, armati con cannoni da 113 mm in tre torrette binate con affusti Mark N6. L'armamento principale era controllato da un sistema di controllo fuoco Mark VI equipaggiato con un radar Type 275 sul ponte e un controllo CRBF (Close Range Blind Fire) a poppa, con un radar Type 262 per il controllo della torretta X nell'arco di poppa. L'armamento principale era anche dotato di controllo centralizzato e puntamento automatico.
Vennero progettate per imbarcare tre installazioni doppie di Bofors da 40 mm su affusti STAAG Mark II, una delle quali in seguito rimpiazzata dal più leggero affusto Mark V. Le unità della classe potevano quindi ingaggiare contemporaneamente due bersagli a lungo raggio e due a corto raggio in maniera completamente automatica, con un miglioramento enorme rispetto alle classi precedenti. Un radar Type 293 installato sull'albero forniva l'indicazione dei bersagli.
Come le precedenti unità classe Weapon ebbero le macchine disposte alternando sale caldaie e sale motori, per diminuire il rischio di una perdita totale di energia causata da un singolo colpo o siluro a mezzanave. Le caldaie utilizzavano pressione e temperature fino ad ora mai raggiunte nella Royal Navy, permettendo forti riduzioni di peso e un deciso aumento dell'efficienza. La grande quantità di spazio dedicata alle caldaie portò alla necessità di due fumaioli distanziati. Quello di prua era situato nelle strutture dell'albero principale, mentre quello di poppa spiccava isolato a mezzanave, creando un'immagine non sempre gradita, visto che si cercò in vari modi di mascherarlo per rendere più eleganti le unità. Degno di nota anche il disegno del ponte principale, che riprendeva le classi G e H del 1936. Una leggera corazzatura di 1,2 cm proteggeva le torrette, il ponte di comando e i pozzetti dei cavi del controllo fuoco.

## Costruzione

### Regno Unito
Le unità della Royal Navy vennero costruite in due gruppi, il primo (Daring, Dainty, Defender e Delight) equipaggiato con il tradizionale sistema elettrico a corrente continua, mentre sulle navi rimanenti venne installato un moderno sistema a corrente alternata. I due gruppi vennero designati come Secondo e Quinto Squadrone cacciatorpediniere.
Due unità, la Danae e la Delight erano inizialmente parte della classe Battle, ma solo la Delight (inizialmente Ypres, poi Disdain e finalmente Delight) venne completata.
Era previsto di utilizzare per la costruzione dello scafo solo la saldatura, ma sulla Daring, la Decoy e la Diana venne utilizzata anche la rivettatura.

### Australia
La Royal Australian Navy ordinò inizialmente quattro unità della classe, che avrebbero dovuto ricevere i nomi dei cacciatorpediniere australiani impiegati nella seconda guerra mondiale e ridicolizzate dalla propaganda nazista come "Flottiglia Ferrivecchi". Le navi vennero modificate durante la costruzione: la maggior parte dei cambiamenti riguardarono un miglioramento dell'abitabilità interna, inclusa l'installazione dell'aria condizionata. Queste unità furono anche le prime navi costruite utilizzando completamente la tecnica della saldatura ad essere prodotte in Australia.
La prima unità venne impostata nel 1949. Già l'anno successivo era chiaro che i cantieri non erano in grado di consegnare in tempo le navi. Per risolvere l'inconveniente la marina militare australiana cercò di acquistare, senza successo, due Daring già in costruzione nel Regno Unito. In seguito si pensò anche di comprare navi di costruzione americana nonostante le difficoltà logistiche che avrebbe prodotto la presenza di unità di concezione statunitense in una flotta quasi totalmente progettata e costruita nel Regno Unito. Solo tre unità vennero completate: la Voyager, la Vendetta e la Vampire entrarono in servizio tra il 1957 ed il 1959. Al momento dell'ingresso il servizio il costo di ogni unità era passato da 2,6 milioni di Sterline australiane a circa 7.

### Unità cancellate
Otto ulteriori unità della classe ordinate per la Royal Navy vennero cancellate il 27 dicembre 1945: Danae, Decoy, Delight, Demon, Dervish, Desire, Desperate e Diana. Di conseguenza, le navi ordinate come Disdain, Dogstar, Dragon e Druid vennero ribattezzate Delight, Defender, Decoy e Diana per mantenere i nomi delle unità classe D prodotte negli anni trenta.
La quarta unità australiana, denominata HMAS Waterhen, venne cancellata nel 1954 nel tentativo di ridurre i costi della marina militare australiana, già impegnata a mantenere una flotta basata su due portaerei.

## Navi
| Pennant number                    | Nome                           | (a) Costruttori dello scafo    | Ordine           | Impostazione      | Varo             | Completata o accettata in servizio | Entrata in servizio |
| --------------------------------- | ------------------------------ | ------------------------------ | ---------------- | ----------------- | ---------------- | ---------------------------------- | ------------------- |
| I05, in seguito D119              | Delight (ex-Disdain, ex-Ypres) | (a) Fairfield                  | 5 giugno 1943    | 5 settembre 1946  | 21 dicembre 1950 | 9 ottobre 1953                     | 9 ottobre 1953      |
| I06                               | Danae (ex-Vimiera)             | (a) Cammell Laird              | 5 giugno 1943    | -                 | -                | Cancellata il 13 dicembre 1945     | -                   |
| I15, in seguito D05               | Daring                         | (a) Swan Hunter                | 24 gennaio 1945  | 29 settembre 1945 | 10 agosto 1949   | 8 marzo 1952                       | 8 marzo 1952        |
| I35                               | Demon                          | (a) Swan Hunter                | 24 gennaio 1945  | -                 | -                | Cancellata il 13 dicembre 1945     | -                   |
| I52, in seguito D108              | Dainty                         | (a) JS White                   | 24 gennaio 1945  | 17 dicembre 1945  | 16 agosto 1950   | 26 febbraio 1953                   | 26 febbraio 1953    |
| I73                               | Dervish                        | (a) JS White                   | 24 gennaio 1945  | -                 | -                | Cancellata il 13 dicembre 1945     | -                   |
| I40                               | Decoy                          | (a) Vickers, Newcastle-on-Tyne | 24 gennaio 1945  | -                 | -                | Cancellata il 13 dicembre 1945     | -                   |
| I45                               | Delight                        | (a) Vickers, Newcastle-on-Tyne | 24 gennaio 1945  | -                 | -                | Cancellata il 13 dicembre 1945     | -                   |
| I81, in seguito D35               | Diamond                        | (a) John Brown                 | 24 gennaio 1945  | 15 marzo 1949     | 14 giugno 1950   | 21 febbraio 1952                   | 21 febbraio 1952    |
| I87                               | Desperate                      | (a) John Brown                 | 24 gennaio 1945  | -                 | -                | Cancellata il 27 dicembre 1945     | -                   |
| I19                               | Desire                         | (a) Hawthorne Leslie           | 16 febbraio 1945 | -                 | -                | Cancellata il 13 dicembre 1945     | -                   |
| I77                               | Diana                          | (a) Hawthorne Leslie           | 16 febbraio 1945 | -                 | -                | Cancellata il 13 dicembre 1945     | -                   |
| I47, in seguito D114              | Defender (ex-Dogstar)          | (a) Stephen                    | 16 febbraio 1945 | 22 marzo 1949     | 27 luglio 1950   | 5 dicembre 1952                    | 5 dicembre 1952     |
| I56, in seguito D106              | Decoy (ex-Dragon)              | (a) Yarrow                     | 16 febbraio 1945 | 23 settembre 1946 | 29 marzo 1949    | 28 aprile 1953                     | 28 aprile 1953      |
| I26, in seguito D126              | Diana (ex-Druid)               | (a) Yarrow                     | 16 febbraio 1945 | 3 aprile 1947     | 8 maggio 1952    | 29 marzo 1954                      | 29 marzo 1954       |
| I94, in seguito D154              | Duchess                        | (a) Thornycroft                | 29 marzo 1945    | 8 luglio 1948     | 9 aprile 1951    | 23 ottobre 1952                    | 23 ottobre 1952     |
| Unità della Royal Australian Navy |                                |                                |                  |                   |                  |                                    |                     |
| D11                               | Vampire                        | (a) Cockatoo Island            |                  | 1º luglio 1952    | 27 ottobre 1956  | 23 giugno 1959                     | 23 giugno 1959      |
| D08                               | Vendetta                       | (a) Williamstown Dock Yard     |                  | 4 luglio 1949     | 3 maggio 1954    | 26 novembre 1958                   | 26 novembre 1958    |
| D04                               | Voyager                        | (a) Cockatoo Island            |                  | 10 ottobre 1949   | 1º maggio 1952   | 12 febbraio 1957                   | 12 febbraio 1957    |
| -                                 | Waterhen                       | (a) Williamstown Dock Yard     |                  | dicembre 1952     | -                | Cancellata nel 1954                | -                   |

## Modifiche britanniche

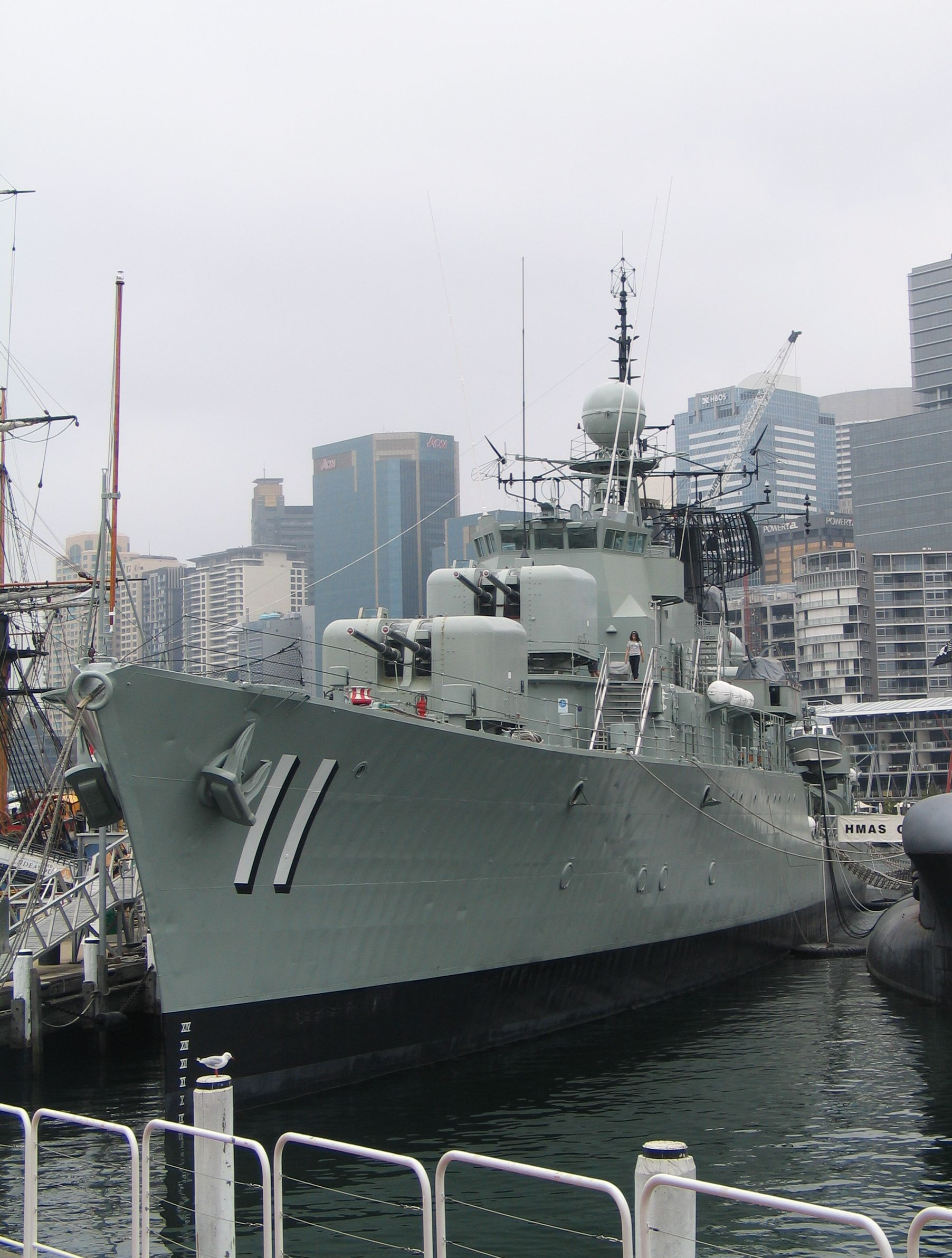
L'HMAS Vampire, trasformata in nave museo

Nel 1958 il gruppo di navi "a corrente continua" venne modificato con la rimozione dei tubi lanciasiluri di poppa, rimpiazzati da nuovi spazi per l'equipaggio. Questa modifica venne effettuata anche sulle sorelle a "corrente alternata" tra il 1959 ed il 1960. Queste unità videro anche rimpiazzati gli affusti STAAG con installazioni singole Mark 7 e il sistema MK VI di controllo fuoco venne sostituito dall'MRS-3 a medio raggio che utilizzava il nuovo radar Type 903. Un lanciamissili Sea Cat venne installato per un breve periodo solo sulla Decoy e rapidamente rimosso.
Tra il 1962 ed il 1964 anche il gruppo a "corrente continua" subì le stesse modifiche ai cannoni e all'apparato radar, mentre vennero rimossi anche gli ultimi tubi lanciasiluri.

## Servizio
La classe rimase in servizio con la Royal Navy tra i primi anni cinquanta e i primi anni settanta e con la Royal Australian Navy tra la fine degli anni 50 e la fine degli anni 70: la HMAS Vampire rimase in servizio come nave addestramento fino al 1986. La Delight, la Duchess, la HMAS Vampire e la HMAS Vendetta parteciparono alla confronto Indonesiano. La HMAS Vendetta partecipò anche alla Guerra del Vietnam, unica nave costruita in Australia a partecipare al conflitto.
Solo una nave della classe affondò. La notte del 10 febbraio 1964 la Voyager tagliò la rotta della portaerei HMAS Melbourne, venendo quindi urtata violentemente e affondando nell'impatto con la perdita di 81 marinai e di un "contractor" civile. La HMS Duchess venne prestata alla Royal Australian Navy come rimpiazzo per quattro anni durante la costruzione di un rimpiazzo, venendo poi venduta definitivamente alla marina militare australiana.
Le unità della classe ricevettero pochi interventi di modernizzazione, venendo radiate in quanto obsolete durante i primi anni 70. Due navi, Diana e Decoy, vennero vendute alla Marina de Guerra del Perú venendo rinominate rispettivamente Palacios e Ferré. Queste due unità vennero modernizzate e rimasero in servizio per più di vent'anni, la Palacios fino al 1993 e la Ferré fino al 2007.
Le unità australiane vennero modernizzate negli anni 70 ad un costo di circa 20 milioni di sterline australiane, anche se le modifiche sulla Duchess furono minori rispetto a quelle effettuate sulle altre unità. Questa unità e la Vendetta rimasero in servizio fino alla fine del decennio, mentre la Vampire servì come nave addestramento fino al 1986, venendo poi conservata come nave museo.